# George de Hevesy
George Charles de Hevesy, Georg Karl von Hevesy, Hevesy György Károly, rodným příjmením Bischitz (1. srpna 1885 Budapešť – 5. července 1966 Freiburg) byl původem maďarský radiochemik, který v roce 1943 získal Nobelovu cenu za chemii za „práce na využití izotopů jako značkovačů při chemických procesech“.

## Biografie
George de Hevesy se narodil do bohaté rodiny s židovskými kořeny jako pátý z osmi dětí. Rok studoval chemii na Budapešťské univerzitě, poté několik měsíců na Berlínské vysoké škole technické a nakonec na Freiburské univerzitě. Zde získal roku 1908 Ph.D. a ještě v témže roce začal pracovat na Spolkové polytechnické škole v Curychu.
V roce 1923 spolu s Dirkem Costerem objevil hafnium (72Hf). Mendělejevova periodická tabulka prvků z roku 1869 řadila chemické prvky do logického systému, ale chyběl v ní prvek se 72 protony. Hevesymu došlo, že takový prvek musí existovat. Muzeum v Kodani mu dodalo vzorky hornin k výzkumu. Hevesy pak pomocí rentgenových snímků nový prvek objevil.
Začal pracovat na Freiburské univerzitě. Zde začal používat radioaktivní izotopy při studiu metabolických procesů v rostlinách a zvířatech.
Když německá armáda vtrhla do Dánska, rozpustil medaile Nobelových cen Maxe von Laua a Jamese Francka v lučavce královské, aby je nacisté neukradli. Roztok pak položil na polici ve své laboratoři v Ústavu teoretické fyziky Kodaňské univerzity. Po válce se vrátil, našel roztok neporušený a vysrážel z něj zlato zpět. Nobelova společnost pak znovu odlila medaile z původního zlata.
V roce 1943 byl kvůli svému židovskému původu nucen odletět do Švédska, kde až do roku 1961 pracoval na Stockholmské univerzitě. Během tohoto pobytu získal Nobelovu cenu za chemii, stal se členem Královské společnosti a získal Copleyho medaili.
V roce 1924 se oženil s Piou Riis. Měli spolu jednoho syna a tři dcery.
George de Hevesy zemřel ve věku 80 let ve Freiburgu a byl pohřben na místním hřbitově Bergäcker v místní části Littenweiler. V dubnu 2000 byly jeho ostatky převezeny a pohřbeny na Kerepesi temető v jeho rodné Budapešti.
Jeho jméno nese od roku 2001 asteroid hlavního pásu (10444) de Hevesy a v roce 2009 jeho jménem pojmenovala Mezinárodní astronomická unie měsíční kráter Hevesy.